# Egidius Mengelberg
Pour les articles homonymes, voir Mengelberg.
Egidius Mengelberg, né le 8 avril 1770 à Cologne, où il meurt le 26 octobre 1849 , est un peintre et graveur prussien.

## Biographie
La famille Mengelberg est originaire de Linz. À l'âge de treize ans, il prend des leçons auprès de Johann Peter von Langer et à seize, il fonde une école privée. En 1790, il copie les tableaux de la galerie de Charles Théodore de Bavière pour un catalogue de gravures. Après l'occupation de la Rhénanie par les troupes françaises, il vient de 1796 à 1797 à Coblence, où il peint de nombreux militaires français.

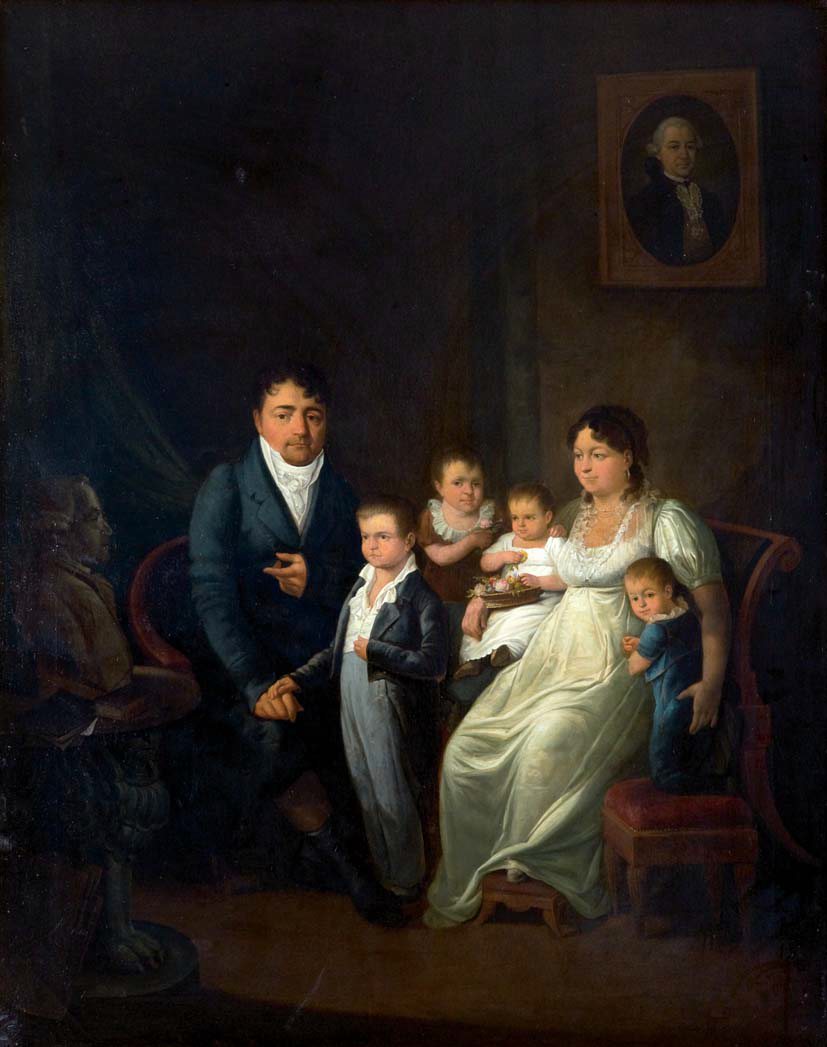
Portrait de la famille Peter et Elisabeth de Weerth, 1812.

En 1800, il s'installe à Elberfeld, où son père Edmund Mengelberg vit maintenant avec sa seconde épouse. Grâce aux bénéfices de l'industrialisation, il obtient de nombreuses commandes de portrait de personnalités de Wuppertal et devient un peintre à la mode. Lorsque Heinrich Christoph Kolbe revient à Düsseldorf en 1811 et est le peintre le plus recherché, il prend contact avec lui et lui demande les techniques qu'il a apprises à Paris. Mengelberg commence à imiter de plus en plus le style de Kolbe jusqu'à ce que Kolbe s'éloigne de lui.
Il conçoit alors le papier peint, les peintures murales et la mise en place des villas des familles patriciennes de Wuppertal. Son plus grand travail est la décoration intérieure de la première société de lecture d'Elberfeld.
Mengelberg tombe amoureux d'une jeune femme protestante Anne Lisette Risse, mais ses parents calvinistes lui interdisent de se marier avec un catholique. En 1813, il part avec elle pour Düsseldorf, où naît en janvier 1814 leur premier fils Johann Edmund Egidius. Avant la naissance du second, Otto Heinrich, les parents d'Anne autorisent le mariage qui a lieu en octobre 1816.
En 1822, la famille s'installe à Cologne, où Mengelberg crée une école pour les peintres amateurs qu'il tient jusqu'à sa mort. Il est enterré au Melaten-Friedhof. Il est le père de la famille d'artistes allemands et néerlandais qui comprend des peintres et des musiciens. Ainsi le chef d'orchestre Willem Mengelberg est son petit-fils.